# 渕崎ゆり子
渕崎 ゆり子（ふちざき ゆりこ、1968年12月5日 - ）は、日本の声優、舞台女優。東京都大田区出身。リマックス所属。2男の母。
1987年から1989年初頭までは、当時の本名である渕崎 有里子（読みは同じ）名義で活動。また、淵崎 ゆり子（読みは同じ）名義で活動していた時期もある。

## 経歴
日本大学芸術学部映画学科卒業。
幼少期からお遊戯や学芸会などで舞台に立つことが好きであり、演劇が好きなのを知って、母は申し込んでもらい、10歳からグループこまどりに所属し、子役として活動した。好きなことは本当だったが、やってみたいなと思っていたのは、喫茶店のウエートレスかスクールメイツ。吹き替えのデビューは『大草原の小さな家』。洋画吹き替えを間に挟み、1984年に『魔法の妖精ペルシャ』の篠川紀信役でアニメデビューを果たした。当時高校1年生であり、同世代の声優と比較するとキャリアは長い。
その後、1991年にシグマ・セブンに移り、2003年7月1日には現所属事務所・リマックスへ移籍した。
2005年3月31日に入籍、同年8月29日に双子の男児が誕生した。

## 人物・エピソード
- 家族に姉と弟がいる[9]。
- 声優以外で少女時代に憧れた職業は会社員、バーテンダー、旅館の女将[5]。
- 中学時代は演劇部、高校時代は友人に誘われて箏曲部に所属していた[9]。
- 1990年にはNHK教育テレビの『はてな・サイエンス〜小学校6年・理科〜』にお姉さん役で顔出しでレギュラー出演（渕崎の後任は岩男潤子）。また、同年に放送の『地球戦隊ファイブマン』にもTVレポーター役（第9話）で顔出し出演している。
- 『サクラ大戦』の李紅蘭役について「見れば見るほど自分に見えるんです。（中略）私も昔は（紅蘭のように）ああいう丸い眼鏡をかけ、髪の毛も二つにまとめていたので、本当に素直に役に入っていけるというのがあったんです」と語っている[11]。
- 今まで演じてきた役柄の中で一番思い入れのあるキャラクターに「爆走兄弟レッツ&ゴー!!の星馬烈」を挙げている。理由は「渕崎ゆり子の名前を全国区にしてくれた、色んなものを貰ったキャラクターだから」であり、烈を声を演じる際に渕崎は二枚目キャラを意識して演じたとのことである[9]。また、渕崎はシリーズ3作目の『爆走兄弟レッツ&ゴー!! MAX』では新井ミナミを演じた。
- 『少女革命ウテナ』の姫宮アンシー役は、当初オーディションに参加していなかったが、たまたま隣のスタジオに居た時にスタッフから「時間があるのなら受けていきなよ」と誘われ、受けた結果抜擢された。
- イベント「大地丙太郎スタイル8 オールナイトDAICHI」にて台詞をと振られた際、『ナースエンジェルりりかSOS』のデューイの台詞（「お前は誰かを助けられるのに、お前を助けられるヤツは誰もいないんだな」）を即興で見事言ってのけ「15年前の作品なのに覚えていてくれた」と監督を感激させた。
- 当時は同じ事務所で『爆走兄弟レッツ&ゴー!!』で共演していた森久保祥太郎とは、渕崎にとって初めてできた後輩で、すごいかわいがってもらっていたという[12]。挨拶の仕方、飲み会のマナーなど全てを教えて、色々な人物を紹介してくれたり、飲みに連れて行ってもらった帰りには「ちゃんと帰れる？」と聞いており、ギャラをもらったところ「ちゃんと帳簿に付けなさい」と言っており、めんどうをみてくれたという[12]。ある日、森久保と久しぶりに仕事を一緒にして、お昼ご飯を食べに行っていた時に森久保に「先輩、今までたくさんご馳走になったんで、今日くらいご馳走させてください」と言われていたところ「あなたが先輩になったら、後輩にご馳走してあげなさい」と断っていたという[12]。
- 尊敬する声優は戸田恵子[5]。
- 資格はスキューバダイビング,普通自動車免許、漢字検定準2級[6]。
- 座右の銘は「あせりとあきらめは百害あって一利なし」[5]。

## 出演
太字はメインキャラクター。

### テレビアニメ
1984年
- 機甲界ガリアン（1984年 - 1985年、チュルル）
- 魔法の妖精ペルシャ（篠川紀信）

1985年
- 六三四の剣（夏木六三四）

1986年
- あんみつ姫（巫女人形、まんじゅう）
- 青春アニメ全集（おりん）
- ドテラマン（オニゾウ）
- プロゴルファー猿（魔島猫介）
- 魔法のアイドルパステルユーミ（ケシ丸）
- めぞん一刻（八神いぶき）

1987年
- アニメ三銃士（ミミ）
- エスパー魔美（1987年 - 1989年、ノンちゃん〈桃井のり子〉、女生徒A）
- シティーハンター（1987年 - 1991年、松村渚、鷹野瞳、朝香麻美） - 3シリーズ

1988年
- おそ松くん（1988年版）（バラの精）
- のらくろクン（王子）

1989年
- 青いブリンク（ラクルル）
- 機動警察パトレイバー（サトル）
- 昆虫物語 みなしごハッチ（1989年 - 1990年、ニック、カジロー）
- ピーターパンの冒険（マイケル）

1990年
- 江戸っ子ボーイ がってん太助（二宮金太郎）
- 美味しんぼ（西野よう子）
- おぼっちゃまくん（1990年 - 1992年、艶子 他）
- それいけ!アンパンマン（1990年 - 2024年、けむりいぬ、ホワイトクリーム姫、ポポル、こてつちゃん、スパナくん、レアチーズ〈2代目〉、しろかぶくん〈2代目〉、ニャンコック〈6代目〉）
- ちびまる子ちゃん（1990年 - 、ひろあき） - 2シリーズ
- PEACH COMMAND 新桃太郎伝説（妖精パック）
- 魔法のエンジェルスイートミント（1990年 - 1991年、タクト、ワッフル）
- 私のあしながおじさん（エミリー）

1991年
- アニメひみつの花園（ジェイン）
- えくぼおうじ（えくぼ）
- ジャンケンマン（ゲン太）
- どろろんぱっ!（大福寺あんこ）
- 魔法使いサリー（1989年版）（綾子）
- 魔法のプリンセス ミンキーモモ（マリア）
- わたしとわたし ふたりのロッテ（インゲ）
- 笑ゥせぇるすまん（1991年 - 1992年、我間真知子「ハウスレディ」、マリ）

1992年
- サラダ十勇士トマトマン（メロンプリンス、コーンJr.）
- 美少女戦士セーラームーン（1992年 - 1994年、サキコ、夢野ユメミ / 妖魔ビーナ、レンレン、シプリン） - 2シリーズ

1993年
- GS美神（千穂）
- 若草物語 ナンとジョー先生（ロブ・ベア）

1994年
- 愛と勇気のピッグガール とんでぶーりん（トンラリアーノ三世）

1995年
- 鬼神童子ZENKI（那須一子）
- ナースエンジェルりりかSOS（デューイ、鈴木美子）
- ビット・ザ・キューピッド（ビット）

1996年
- 爆走兄弟レッツ&ゴー!!（1996年 - 1998年、星馬烈、新井ミナミ） - 3シリーズ
- るろうに剣心 -明治剣客浪漫譚-（相楽左之助〈少年時代〉）

1997年
- 少女革命ウテナ（姫宮アンシー）
- スーパーフィッシング グランダー武蔵（ローズマリー）
- 忍ペンまん丸（アップルン）

1998年
- おじゃる丸（1998年 - 、田村カズマ、カズマル、おばあさん、主婦、子供、奥さん、女王アリ 他）

1999年
- 週刊ストーリーランド（小林まゆみ、大島千佳）
- Bビーダマン爆外伝V（ヒロインボン）

2000年
- 風まかせ月影蘭（さくら）
- サクラ大戦TV（李紅蘭）

2001年
- シャーマンキング（メロス）
- フルーツバスケット（草摩燈路）

2003年
- GUNSLINGER GIRL（パトリツィア）
- 天使な小生意気（安田勇助、ゆり）
- 人間交差点（染谷サトシ）
- 冒険遊記プラスターワールド（タンキュー）
- 魔探偵ロキRAGNAROK（ロキ）
- 魔法遣いに大切なこと（女性魔法士）

2004年
- こちら葛飾区亀有公園前派出所（ジルバ・カスタネット17世王子）
- 陸奥圓明流外伝 修羅の刻（お梅）
- レジェンズ 甦る竜王伝説（ハルカ・ヘップバーン）

2005年
- ああっ女神さまっ（2005年 - 2006年、森里恵） - 3シリーズ
- MONSTER（チャペック〈少年〉）
- 雪の女王（クリスティーネ）

2006年
- ふたりはプリキュア Splash Star（ムープ、霧生満）
- 僕等がいた（矢野の母）
- まじめにふまじめ かいけつゾロリ（2006年 - 2007年、ペペロ）
- 妖怪人間ベム（如月涼子）

2007年
- 古代王者 恐竜キング Dキッズ・アドベンチャー（2007年 - 2008年、パラパラ、ロト、竜野アンモ、ダルタニアン） - 2シリーズ
- メイプルストーリー（ズッカ）

2009年
- こんにちは アン 〜Before Green Gables（ミス・ケール）

2011年
- 夏目友人帳 参（メナシの妖怪）

2012年
- 聖闘士星矢Ω（グエン）
- デジモンクロスウォーズ 〜時を駆ける少年ハンターたち〜（バコモン）

2013年
- トリコ（千流）
- 名探偵コナン（2013年 - 2020年、鳥羽初穂、女性販売員、武藤雅子）

2016年
- サザエさん（ユカリ）
- 競女!!!!!!!!（坂城綾子）

2017年
- 18if（マリ）
- 血界戦線 & BEYOND（ヴェデッド）

2018年
- 剣王朝（鄭秀）

2019年
- けだまのゴンじろー（九野市）

2020年
- ドラえもん（テレビ朝日版第2期）（2020年 - 2024年、わすれ鳥、のび太のパパの知り合いのおばさん、本山くん）

2022年
- パズドラ（2022年 - 2025年、プロデューサー、プロロ、マリア先生）
- ポプテピピック TVアニメーション作品第二シリーズ（ニャルラトホテプ〈第8話Aパート〉、クマ〈第11話Aパート〉）

2023年
- クレヨンしんちゃん（アケミ）
- キボウノチカラ〜オトナプリキュア'23〜（ダークナイトライト / 満）

2024年
- 真の仲間じゃないと勇者のパーティーを追い出されたので、辺境でスローライフすることにしました2nd（ミストーム）

### 劇場アニメ
1985年
- 銀河鉄道の夜（ただし）

1987年
- SOSこちら地球

1988年
- AKIRA（カオリ）
- 白旗の少女 琉子（琉子）
- めぞん一刻 完結篇（八神いぶき）

1989年
- 魔女の宅急便（ケット）

1991年
- それいけ!アンパンマン ドキンちゃんのドキドキカレンダー（ポポル）

1996年
- クレヨンしんちゃん ヘンダーランドの大冒険（トッペマ・マペット / メモリ・ミモリ姫）
- トイレの花子さん（小林なおや）

1997年
- 爆走兄弟レッツ&ゴー!!WGP 暴走ミニ四駆大追跡!（星馬烈）
- フランダースの犬（ポール）

1999年
- 少女革命ウテナ アドゥレセンス黙示録（姫宮アンシー）

2000年
- ああっ女神さまっ（森里恵）
- 映画おじゃる丸 約束の夏 おじゃるとせみら（田村カズマ）

2001年
- サクラ大戦 活動写真（李紅蘭）

2006年
- 映画 ふたりはプリキュア Splash Star チクタク危機一髪!（ムープ）
- トップをねらえ! & トップをねらえ2! 合体劇場版!!（ヒグチ・キミコ、アカイ・タカミ）

2009年
- 映画 プリキュアオールスターズDX みんなともだちっ☆奇跡の全員大集合!（ムープ）

2010年
- 映画 プリキュアオールスターズDX2 希望の光☆レインボージュエルを守れ!（ムープ、霧生満）

2011年
- 映画 プリキュアオールスターズDX3 未来にとどけ! 世界をつなぐ☆虹色の花（ムープ）

### OVA
時期不明
- ぼくは王さま（チョモチョモ）

1986年
- 機甲界ガリアン 大地の章（チュルル）
- 機甲界ガリアン 鉄の紋章（チュルル）
- 機甲界ガリアン 天空の章（チュルル）

1987年
- スペース・ファンタジア 2001夜物語（クリス、ヨアヒム）

1988年
- トップをねらえ!（1988年 - 1989年、ヒグチ・キミコ、アカイ・タカミ）

1989年
- MEGAZONE23 III（ミキ）

1990年
- ガッデム（コティ）
- しあわせのかたち（ありあ）
- SOL BIANCA（ジュン）

1991年
- * SOL BIANCA2（ジュン）
- ねこ・ねこ・幻想曲（ミキ）

1992年
- チャイナさんの憂鬱（リリー）
- BASTARD!! -暗黒の破壊神-（1992年 - 1993年、ルーシェ・レンレン）

1993年
- ああっ女神さまっ（森里恵）
- ポチャッコ（ピルル）

1994年
- 気分は形而上 実在OL講座（エミ子）
- プラスチックリトル（ティータ・ミュウ・越ヶ谷）

1997年
- サクラ大戦 桜華絢爛（李紅蘭）

1998年
- JUNGLE BOY（モーグリ）

1999年
- サクラ大戦 轟華絢爛（李紅蘭）

2002年
- サクラ大戦 神崎すみれ 引退記念 す・み・れ（李紅蘭）
- ハム太郎のおたんじょうび 〜ママをたずねて三千てちてち〜（おとどけくん）

2012年
- 華ヤカ哉、我ガ一族 キネトグラフ（佐伯ヨシ）

### ゲーム
1990年
- SOL BIANCA（ジュン）

1993年
- アルヴァリーク冒険記（イータ・ラギーン）

1996年
- ガーディアンリコール 〜守護獣召喚〜（大地裕子）
- サクラ大戦（李紅蘭）
- ドラゴンフォース（レイナート）

1997年
- アザーライフ アザードリームス（パティ・パン、ウェディ）
- EVE burst error（香川美純）
- クーロンズゲート（えび剥き屋の子ども、宋じいさんの弟）
- サクラ大戦 蒸気ラジヲショウ（李紅蘭）
- サクラ大戦 花組対戦コラムス（李紅蘭）
- サクラ大戦 花組通信（李紅蘭）
- 爆走兄弟レッツ&ゴー!! WGPハイパーヒート（星馬烈）
- パワードール2（マーガレット・シュナイダー）
- フルカウルミニ四駆スーパーファクトリー（星馬烈）
- My Dream 〜On Airが待てなくて〜（吉沢美雪、河合くるみ、真行寺愛）
- みにまむなのにっく（青葉のぞみ）
- ミニ四駆スーパーファクトリー（星馬烈）

1998年
- EVE The Lost One（マイナ、香川美純）
- サクラ大戦2 〜君、死にたもうことなかれ〜（李紅蘭）
- サクラ大戦 帝撃グラフ（李紅蘭）
- 少女革命ウテナ いつか革命される物語（姫宮アンシー）
- スーパーアドベンチャーロックマン
- Dancing Blade かってに桃天使!（センブリ）
- 爆走兄弟レッツ&ゴー!! エターナルウィングス（星馬烈、新井ミナミ）
- 雪割りの花（小林美雪）

1999年
- アークザラッドIII（テオ・ミル・ラケル）
- パワードール3（フェイエン・ノール、レンレン・ミャオ、メラニー・ブレア、ホリィ・タカス）
- ベルセルク 千年帝国の鷹篇 喪失花の章（パック）
- マクロス VF-X2（ブリジット・スパーク）

2000年
- 大神一郎奮闘記 〜サクラ大戦歌謡ショウ「紅蜥蜴」より〜（李紅蘭）
- サンライズ英雄譚R（チュルル）
- サクラ大戦 花組対戦コラムス2（李紅蘭）

2001年
- 風のクロノア2 〜世界が望んだ忘れもの〜（レオリナ）
- サクラ大戦3 〜巴里は燃えているか〜（李紅蘭）
- つりいこっ!!（タケシ）
- ハリー・ポッターと賢者の石【PS】（ロン・ウィーズリー）
- サクラ大戦オンライン（李紅蘭）

2002年
- キングダム ハーツ（ウェンディ）
- クロノアビーチバレー 最強チーム決定戦!（レオリナ）
- サクラ大戦4 〜恋せよ乙女〜（李紅蘭）
- ハリー・ポッターと秘密の部屋（ロン・ウィーズリー）

2003年
- EVE burst error PLUS（香川美純）
- サクラ大戦 〜熱き血潮に〜（李紅蘭）

2004年
- ベルセルク 千年帝国の鷹篇 聖魔戦記の章（パック）
- レジェンズ激闘!サーガバトル（ハルカ・ヘップバーン）

2005年
- トップをねらえ！GunBuster（ヒグチ・キミコ、アカイ・タカミ）
- NANA（早乙女淳子）
- ぷよぷよ シリーズ（2005年 - 2020年、シグ） - 8作品
- 魔探偵ロキ 魔妖画 失われた微笑（ロキ）

2008年
- クレヨンしんちゃん 嵐を呼ぶ シネマランド カチンコガチンコ大活劇!
- ドラマチックダンジョン サクラ大戦 〜君あるがため〜（李紅蘭）

2010年
- 華ヤカ哉、我ガ一族（佐伯ヨシ）

2011年
- 謎惑館 〜音の間に間に〜

2013年
- トリコ グルメガバトル!（千流）
- ぷよぷよ!!クエスト（2013年 - 2023年、シグ、モニカ）

2014年
- クレヨンしんちゃん 嵐を呼ぶ カスカベ映画スターズ!（トッペマ・マペット）
- 神撃のバハムート（ジルク）

2015年
- 【18】 キミト ツナガル パズル（金田マリ）
- 華ヤカ哉、我ガ一族 モダンノスタルジィ（佐伯ヨシ）

2016年
- チェインクロニクル〜絆の新大陸〜（李紅蘭）
- 龍が如く6 命の詩。（ぷよぷよ）

2017年
- スーパーロボット大戦シリーズ（2017年 - 2019年、カトリーヌ・ビトン） - 3作品

2018年
- JUDGE EYES:死神の遺言（ぷよぷよ）

2019年
- EVE rebirth terror（香川美純）

2022年
- セガNET麻雀 MJ（シグ）
- EVE ghost enemies（香川美純）
- オーバーウォッチ2（ジャンカー・クイーン）
- 風のクロノア 1&2アンコール（レオリナ）
- マリオ+ラビッツ ギャラクシーバトル（ラビッツピーチ、ジーニー）

2025年
- けものフレンズ3（山本五郎左衛門）

### ドラマCD
- アークザラッドIII マーシアの決意（テオ・ミル・ラケル）
- ああっ女神さまっ シリーズ（森里恵）
- ICS 犀生国際大学A棟302号（林皆思朗）
- EVE burst error ZCDドラマシリーズ "EXTRA"（香川）
- サクラ大戦シリーズ（李紅蘭）
- 集英社カセットコミックシリーズ 花の慶次 -雲のかなたに-（おふう）※カセット
- ドリームハンター麗夢（纏向静香）
- とんでぶーりん（トンラリアーノ三世）
- 爆走兄弟レッツ&ゴー!! シリーズ
  - 爆走兄弟レッツ&ゴー!!GIRL〈レディース・グランプリ開幕!!〉（新井ミナミ）
  - 爆走兄弟レッツ&ゴー!! 超青春ドラマCD（星馬烈）
  - 爆走兄弟レッツ&ゴー!! 超青春ドラマCD 第2弾（星馬烈）
- 花咲きKomachi-Girls（秋山梅子）
- バレスタ（宮城頼子）※5巻
- xxxHOLiC オリジナルドラマCD「シミヌキ」（パンダのぬいぐるみ）※コミックス13巻初回限定版付属CD
- 魔探偵ロキ シリーズ（ロキ）
- メガブレイド（藤井ともみ）
- 薬師寺涼子の怪奇事件簿 シリーズ（室町由紀子）
  - 東京ナイトメア 〜薬師寺涼子の怪奇事件簿
  - 摩天楼〜薬師寺涼子の怪奇事件簿〜
- りょー子先生の診療室〜悩める子羊には愛のムチよ〜

### 吹き替え

#### 女優
- ドリュー・バリモア
  - おもちゃの国のクリスマス（リサ・パイパー）
  - 炎の少女チャーリー（チャーリー）※TBS版
  - マッド・ラブ（ケイシー）

#### 映画・ドラマ
- iCarly
- 愛人/ラマン（エレーヌ〈リサ・フォークナー〉）※日本テレビ版
- 愛と追憶の日々 ※日本テレビ版
- 愛の7日間（ジェシカ）※テレビ朝日版
- アドベンチャー・ファミリー
- アメリカン・ヒーロー
- アルプスの少女ハイジ（ハイジ）
- ウィロビー・チェイスのおおかみ（ボニー）
- 浮気なおしゃミディ（クローディア・シャイブリ）
- うわさの刑事テキーラとボネッティ（ケーシー、テレサ）
- エミルの空（エミル）
- オズ（ドロシー〈フェアルザ・バルク〉）※フジテレビ版
- 風と共に去りぬ ※日本テレビ新録版
- 頑固じいさん孫3人（ミンディ、ニッキー）
- カンタヴィル家の亡霊（ジェニー）
- クラス・オブ・1999（クリスティ〈トレイシー・リンド〉）※テレビ朝日版
- クレイマー、クレイマー（ビリー・クレイマー）※日本テレビ版
- ケインとアベル（フロレンティナ）
- ケープ・フィアー（ダニエル・ボーデン〈ジュリエット・ルイス〉）※テレビ朝日版
- クルーエル・インテンションズ（アネット〈リース・ウィザースプーン〉）
- コスビーショー（ルディ・ハクスタブル）
- サウンド・オブ・ミュージック（ブリギッタ）※VHS・DVD旧録・LD版
- ザ・ロック（ジェイド）※テレビ朝日版
- サンタクロース（コーネリア）※劇場公開版
- ジェーン・エア（ジェーン〈少女時代〉）
- ジャガーノート
- ジュマンジ（サラ）
- 白い肌の異常な夜（エミー）※テレビ東京版
- 新・大草原の小さな家（ナンシー・オルソン）
- スクービー・ドゥー（ヴェルマ）
- スクービー・ドゥー2 モンスターパニック（ヴェルマ）
- スクリーム（テイタム）
- スーパーマンIII/電子の要塞 ※テレビ朝日版
- 続ハリーズ・ロー 裏通り法律事務所（マーガレット・アルバートソン）
- ダイナウォーズ 恐竜王国への大冒険（映画）（英語版）（ジェミー）
- 地下鉄のザジ（ザジ）※読売テレビ版
- デューン/砂の惑星（チャニ〈ショーン・ヤング〉）※テレビ朝日版（BD収録）
- テスタメント（メアリー・リズ・ウェザリー〈ロクサーナ・ザル]〉）※テレビ朝日版
- 特殊部隊ライトニング・フォース
- ナイトライダー シーズン3 #18（サリー・フリン〈パペット・プロップス〉）
- 涙で乾杯（中国語版）（ピンキー〈グロリア・イップ〉）
- ナルニア国物語(BBC)（スーザン・ペベンシー）
- バタフライ・エフェクト（エヴァン（幼少時）〈ローガン・ラーマン〉）
- Hawaii Five-0 シーズン6（アヴィ・ダン〈ジュリー・ベンツ〉）
- 光る眼（デビッド・マクゴーワン）※ソフト版
- 陽だまりのイレブン（ルーラ）※DVD版
- プリティ・イン・ニューヨーク（ダイアン〈ジェシカ・コーフィール〉）
- フルハウス（ニーナ、ミッキー、ウォルター）
- ブロッサム（リッキー）
- フォーリング・ダウン（アンジー）※テレビ朝日版
- ヘアスプレー（トレーシー・ターンブラッド）
- ベイウォッチ（デスティニー）
- ホーム・アローン（ミーガン・マカリスター〈ヒラリー・ウルフ〉）※ソフト版
- マイコン大作戦（シェリル・アドラー）
- ラストサマー（ヘレン〈サラ・ミシェル・ゲラー〉）※テレビ版
- ラ・ブーム
- ルーカスの初恋メモリー（リナ〈ウィノナ・ライダー〉）※テレビ放送版（DVD収録）
- L'amant（エレーヌ）
- 霊幻道士3 キョンシーの七不思議（チーパオ）
- 霊幻道士完結篇 最後の霊戦（チンチン）
- リーサル・ウェポン（リアン・マータフ〈トレイシー・ウォルフ〉）※テレビ朝日版
- ロスト・ワールド/ジュラシック・パーク（ケリー・カーティス・マルカム[44]）

#### アニメ
- キャッツ&カンパニー（グラ、家族）
- スヌーピーとチャーリーブラウン（ルーシー・ヴァンペルト）
- ダックにおまかせ ダークウィング・ダック（ゴサリン・マラード）
- ピーター・パン（ウェンディ・モイラー・アンジェラ・ダーリング[45]）※1984年再上映版
- リトル・マーメイド（リトル・イービル・マンタ）
- リトルフット（テレビシリーズ）（ルビー）

### 実写
- 台風クラブ（森崎みどり）
- 地球戦隊ファイブマン（TVレポーター）※第9話
- はてな・サイエンス

### ラジオ
- 闇のヘルペス（昭和56年（1981年）5月9日放送「ラジオ劇場」）
- どんなもんだハウス!
- 週刊アニメグランプリ（JFN）（ - 2001年9月）

bayfmにて、以下の番組のパーソナリティを担当した。
- MARIVE MAGICAL PASSAGE（1998年4月 - 2002年6月 月・水曜担当）
- POWER STREET（ - 2000年3月）
- MOBILE TIDBITS
- TOKYO BAY MORNING（1989年10月 - 1998年3月 水曜担当）
- FM Triangle SUPER AUDITION（2003年1月 - 9月）

### デジタルコミック
- 「フルーツバスケット」音声入りまんがDVD〜旅立ちの日、再び〜（2012年、草摩燈路） - 『花とゆめ』24号応募者全員サービス

### 舞台
- サクラ大戦関連

### その他コンテンツ
- 大牟田市立石炭産業科学館マスコット※同館内にある「ダイナミックトンネル」で“クロベエ”くんとして聞くことができる。またダイナミックトンネル入場時の女性アナウンスも担当
- 六三四の剣 ただいま修行中 CM
- 1988年から1995年頃までタイトーのCMコールで「ターイト!」とアナウンスしていた
- 2000年代頃にavex modeのCMコールで「エイベックスモォード!」とアナウンスしていた
- アメリカ産牛肉輸入停止頃まで使われていた吉野家の店内放送で主に女性店員として出演
- マツモトキヨシ すすめちゃん 店内インフォマーシャル
- ビワコのラブ・ファイター進行ナレーション

## ディスコグラフィ

### シングル
|     | 発売日         | タイトル                 | 規格品番   |
| --- | -------------- | ------------------------ | ---------- |
| 1st | 1993年05月21日 | SUMMER BREEZE            | CRCP-15008 |
|     | 2004年8月20日  | 行こう! 進もう! ケドの歌 | ESOUN-1    |

### アルバム
|  | 発売日            | タイトル               | 規格品番  |
|  | ----------------- | ---------------------- | --------- |
|  | 2009年3月18日発売 | アフタヌーン・キッチン | GNCA-7130 |

### キャラクターソング
| 発売日   | 商品名                                                      | 歌 | 楽曲                                                                                  | 備考                                                                           |
| 1986年   | 1986年                                                      | 1986年 | 1986年                                                                                | 1986年                                                                         |
| -------- | ----------------------------------------------------------- | --- | ------------------------------------------------------------------------------------- | ------------------------------------------------------------------------------ |
| 12月5日  | あんみつ姫 音楽編                                           | 小山茉美、あまから合唱団 | 「あまから城あっぱれ音頭」                                                            | テレビアニメ『あんみつ姫』挿入歌                                               |
| 1990年   |                                                             | |                                                                                       |                                                                                |
| 9月27日  | 魔法のエンジェルスイートミント オリジナル・サウンドトラック | ワッフル（渕崎ゆり子） | 「猫にMATATABI」                                                                      | テレビアニメ『魔法のエンジェルスイートミント』関連曲                           |
| 1993年   |                                                             | |                                                                                       |                                                                                |
| 1月27日  | The Spirit of Wonder チャイナさんの逆襲                     | チャイナ（日髙のり子）、リリィ（渕崎ゆり子） | 「花と中華 Beauty and the Beast」                                                     | ドラマCD『The Spirit of Wonder チャイナさんの逆襲』関連曲                      |
| 6月18日  | ああっ女神さまっ 特典王                                     | 森里恵（渕崎ゆり子） | 「小学生じゃないんだから」                                                            | OVA『ああっ女神さまっ』関連曲                                                  |
| 1995年   |                                                             | |                                                                                       |                                                                                |
| 8月1日   | とんでぶーりん ぶの2 〜ハロー、ブーリンゴ・ストーンズ〜     | 国分果林（白鳥由里）、トンラリアーノ3世（渕崎ゆり子） | 「ぶーりんスクランブル」                                                              | テレビアニメ『愛と勇気のピッグガール とんでぶーりん』関連曲                    |
| 1996年   |                                                             | |                                                                                       |                                                                                |
| 3月21日  | 爆走兄弟レッツ&ゴー!! オリジナルサウンドトラック集          | 星馬烈（渕崎ゆり子）、星馬豪（池澤春菜） | 「風をつかまえて」                                                                    | テレビアニメ『爆走兄弟レッツ&ゴー!!』関連曲                                    |
| 10月23日 | 爆走兄弟レッツ&ゴー!! 爆走音楽集 VICTORY                    | 星馬烈（渕崎ゆり子）、星馬豪（池澤春菜） | 「燃えろ！ レッツ&ゴー!!」                                                            | テレビアニメ『爆走兄弟レッツ&ゴー!!』関連曲                                    |
| 12月18日 | 檄!帝国華撃団                                               | 真宮寺さくら（横山智佐）& 帝国歌劇団 | 「檄!帝国華撃団」                                                                     | ゲーム『サクラ大戦』テーマソング                                               |
| 12月18日 | サクラ大戦 帝撃歌謡全集                                     | 真宮寺さくら（横山智佐）& 帝国歌劇団 | 「檄!帝国華撃団」                                                                     | ゲーム『サクラ大戦』テーマソング                                               |
| 12月18日 | 李紅蘭（渕崎ゆり子）                                        | 「東京的休日」 | ゲーム『サクラ大戦』関連曲                                                            |                                                                                |
| 12月18日 | 帝国歌劇団                                                  | 「花咲く乙女」 | ゲーム『サクラ大戦』関連曲                                                            |                                                                                |
| 1997年   |                                                             | |                                                                                       |                                                                                |
| 3月21日  | 花咲く乙女                                                  | 帝国歌劇団 | 「花咲く乙女」                                                                        | ゲーム『サクラ大戦』関連曲                                                     |
| 7月24日  | We are the VICTORYS/BATTLE SCRUM                            | the VICTORYS | 「ウィー・アー・ザ・ヴィクトリーズ」                                                  | テレビアニメ『爆走兄弟レッツ&ゴー!!WGP』7代目エンディングテーマ                |
| 7月24日  | We are the VICTORYS/BATTLE SCRUM                            | 「BATTLE SCRUM」 | テレビアニメ『爆走兄弟レッツ&ゴー!!』関連曲                                           |                                                                                |
| 8月21日  | 爆走兄弟レッツ&ゴー!! WGP - 超速音楽集                      | 星馬烈（渕崎ゆり子）、星馬豪（池澤春菜） | 「GET THE WORLD〜星馬兄弟ヴァージョン」                                               | テレビアニメ『爆走兄弟レッツ&ゴー!!』関連曲                                    |
| 10月1日  | 今夜はイヴ!                                                 | レッツゴーBOYS & GIRLS | テレビアニメ『爆走兄弟レッツ&ゴー!!WGP』8代目エンディングテーマ                       |                                                                                |
| 1998年   |                                                             | |                                                                                       |                                                                                |
| 4月1日   | 檄! 帝国華撃団（改）                                        | 帝国歌劇団 | 「夢のつづき」                                                                        | ゲーム『サクラ大戦2 〜君、死にたもうことなかれ〜』エンディングテーマ           |
| 4月3日   | 花咲きKomachi-Girls                                         | 秋山梅子（渕崎ゆり子）、春木桃子（渡辺久美子）、夏川桜子（堀江由衣） | 「Good night Girls」                                                                  | ドラマCD「花咲きKomachi-Girls」関連曲                                          |
| 4月29日  | サクラ大戦2 歌謡全集                                        | 李紅蘭（渕崎ゆり子） | 「メトロで行こう」 「少年レッド主題歌」                                               | ゲーム『サクラ大戦2』関連曲                                                    |
| 4月29日  | サクラ大戦2 歌謡全集                                        | 帝国歌劇団 | 「奇跡の鐘」 「夢のつづき」                                                           | ゲーム『サクラ大戦2』関連曲                                                    |
| 5月28日  | 少女革命ウテナ いつか革命される物語                         | 天上ウテナ（川上とも子）、姫宮アンシー（渕崎ゆり子）、桐生冬芽（子安武人）、有栖川樹璃（三石琴乃）、薫幹（久川綾）、西園寺莢一（草尾毅）、鳳暁生（小杉十郎太） | 「鳳学園校歌」                                                                        | テレビアニメ『少女革命ウテナ』関連曲                                           |
| 11月18日 | 奇跡の鐘〜So special a day〜                                | 真宮寺さくら（横山智佐）、アイリス（西原久美子）、李紅蘭（渕崎ゆり子）、桐島カンナ（田中真弓） | 「Happy Day Happy X'mas」                                                             | ゲーム『サクラ大戦』関連曲                                                     |
| 1999年   |                                                             | |                                                                                       |                                                                                |
| 4月1日   | 爆走兄弟レッツ&ゴー!! GIRL レディース・グランプリ開幕!!     | 佐上ジュン（西村ちなみ）、大神マリナ（池澤春菜）、堂本サユリ（今井由香）、クレモンティーヌ（今井由香）、ジュリアナ（兵藤まこ）、サリマ（木藤聡子）、ヴィッキー（大谷育江）、マルガレータ（大谷育江）、ミシェル（渡辺久美子）、ジャネット（渡辺久美子）、パティー（高乃麗）、新井ミナミ（渕崎ゆり子） | 「レディース・グランプリのテーマ」                                                    | テレビアニメ『爆走兄弟レッツ&ゴー!!』関連曲                                    |
| 6月2日   | サクラ大戦 これがレビュウ!                                  | アイリス（西原久美子）、李紅蘭（渕崎ゆり子）、桐島カンナ（田中真弓） | 「檄！帝国華撃団（改II）」                                                            | OVA『サクラ大戦 轟華絢爛』主題歌                                               |
| 7月7日   | サクラ大戦 新・歌謡全集                                     | 李紅蘭（渕崎ゆり子） | 「ひらめきの歌」                                                                      | ゲーム『サクラ大戦』関連曲                                                     |
| 7月7日   | プリンでおじゃる                                            | おじゃる丸（小西寛子）、カズマ（渕崎ゆり子）、電ボ（岩坪理江） | 「プリンでおじゃる」                                                                  | テレビアニメ『おじゃる丸』エンディングテーマ                                   |
| 7月7日   | プリンでおじゃる                                            | おじゃる丸（小西寛子）、カズマ（渕崎ゆり子）、電ボ（岩坪理江） | 「まったり音頭」                                                                      | テレビアニメ『おじゃる丸関連曲                                                 |
| 2000年   |                                                             | |                                                                                       |                                                                                |
| 4月19日  | ゲキテイ／夢見ていよう                                      | 真宮寺さくら（横山智佐） & 帝国歌劇団 | 「ゲキテイ（檄! 帝国華撃団）」                                                        | テレビアニメ『サクラ大戦TV』オープニングテーマ                                 |
| 4月19日  | ゲキテイ／夢見ていよう                                      | 真宮寺さくら（横山智佐） & 帝国歌劇団 | 「夢見ていよう」                                                                      | テレビアニメ『サクラ大戦TV』エンディングテーマ                                 |
| 5月17日  | いま嫁ぐ日に／ふたりに乾杯！                                | 藤枝かえで（折笠愛）、大神一郎（陶山章央）、帝国歌劇団 | 「ふたりに乾杯！」                                                                    | ゲーム『サクラ大戦』キャラクターソング                                         |
| 6月21日  | つばさ／シンデレラ                                          | 李紅蘭（渕崎ゆり子）、アイリス（西原久美子） | 「つばさ」                                                                            | ゲーム『サクラ大戦』キャラクターソング                                         |
| 6月21日  | つばさ／シンデレラ                                          | 真宮寺さくら（横山智佐）、マリア・タチバナ（高乃麗） / 台詞：帝国歌劇団 | 「シンデレラ」                                                                        | ゲーム『サクラ大戦』キャラクターソング                                         |
| 7月5日   | サクラ大戦 新・歌謡全集 II                                  | 李紅蘭（渕崎ゆり子）、記者（きただにひろし） | 「スター輝く星」                                                                      | ゲーム『サクラ大戦』キャラクターソング                                         |
| 7月5日   | サクラ大戦 新・歌謡全集 II                                  | 神崎すみれ（富沢美智恵）、李紅蘭（渕崎ゆり子）、アイリス（西原久美子） | 「私のお気に入り」                                                                    | ゲーム『サクラ大戦』キャラクターソング                                         |
| 7月5日   | サクラ大戦 新・歌謡全集 II                                  | 真宮寺さくら（横山智佐）、神崎すみれ（富沢美智恵）、マリア・タチバナ（高乃麗）、アイリス（西原久美子）、李紅蘭（渕崎ゆり子）、桐島カンナ（田中真弓）、レニ・ミルヒシュトラーセ（伊倉一恵）、ソレッタ・織姫（岡本麻弥）、藤枝かえで（折笠愛）、大神一郎（陶山章央）                                   | 「新しい未来へ」                                                                      | ゲーム『サクラ大戦』キャラクターソング                                         |
| 8月23日  | キネマ行進曲／時代の列車                                    | 李紅蘭（渕崎ゆり子）、ソレッタ・織姫（岡本麻弥） | 「時代の列車」                                                                        | ゲーム『サクラ大戦』キャラクターソング                                         |
| 10月12日 | サクラ大戦 TVシリーズ 歌のアルバム                          | 真宮寺さくら（横山智佐） & 帝国歌劇団 | 「ゲキテイ（檄! 帝国華撃団）」                                                        | テレビアニメ『サクラ大戦TV』主題歌                                             |
| 10月12日 | サクラ大戦 TVシリーズ 歌のアルバム                          | 真宮寺さくら（横山智佐） & 帝国歌劇団 | 「夢見ていよう」                                                                      | テレビアニメ『サクラ大戦TV』エンディングテーマ                                 |
| 10月12日 | サクラ大戦 TVシリーズ 歌のアルバム                          | 真宮寺さくら（横山智佐）、李紅蘭（渕崎ゆり子） | 「下町ラプソディー」                                                                  | テレビアニメ『サクラ大戦TV』挿入歌                                             |
| 10月12日 | サクラ大戦 TVシリーズ 歌のアルバム                          | 真宮寺さくら（横山智佐）、マリア・タチバナ（高乃麗） / 台詞：帝国歌劇団 | 「シンデレラ」                                                                        | テレビアニメ『サクラ大戦TV』挿入歌                                             |
| 10月12日 | サクラ大戦 TVシリーズ 歌のアルバム                          | 李紅蘭（渕崎ゆり子） | 「夢見る機械」                                                                        | テレビアニメ『サクラ大戦TV』挿入歌                                             |
| 10月12日 | サクラ大戦 TVシリーズ 歌のアルバム                          | 李紅蘭（渕崎ゆり子）、アイリス（西原久美子） | 「つばさ」                                                                            | テレビアニメ『サクラ大戦TV』関連曲                                             |
| 11月29日 | さくら前線／夢のつづき                                      | 真宮寺さくら（横山智佐） & 帝国歌劇団 | 「夢のつづき」                                                                        | ゲーム『サクラ大戦』関連曲                                                     |
| 2001年   |                                                             | |                                                                                       |                                                                                |
| 1月11日  | ユーロゲキテイ                                              | 神崎すみれ（富沢美智恵）、アイリス（西原久美子）、李紅蘭（渕崎ゆり子） | 「ユーロ恋の発車オーライ！」                                                          | ゲーム『サクラ大戦』関連曲                                                     |
| 11月21日 | 劇場版奇跡の鐘／すべては海へ                                | 帝国歌劇団 | 「劇場版・奇跡の鐘」                                                                  | 劇場アニメ『サクラ大戦 活動写真』オープニングテーマ                            |
| 1月24日  | おじゃる丸 ミュージカルでおじゃる CD                        | カズマ（渕崎ゆり子） | 「月から弟降ってきた」                                                                | テレビアニメ『おじゃる丸』関連曲                                               |
| 1月24日  | おじゃる丸 ミュージカルでおじゃる CD                        | カズマ（渕崎ゆり子）、おじゃる丸（西村ちなみ） | 「おじゃると一緒にどこまでも」                                                        | テレビアニメ『おじゃる丸』関連曲                                               |
| 1月24日  | おじゃる丸 ミュージカルでおじゃる CD                        | おじゃる丸（西村ちなみ）、カズマ（渕崎ゆり子）、電ボ（岩坪理江）、金ちゃん（生駒治美）、小町ちゃん（西村ちなみ）、ケンさん（沼田祐介） | 「ビバ! 月光町〜プリンでおじゃる〜ビバ! 月光町」                                      | テレビアニメ『おじゃる丸』関連曲                                               |
| 1月24日  | おじゃる丸 ミュージカルでおじゃる CD                        | トミー（上田敏也）、おじゃる丸（西村ちなみ）、カズマ（渕崎ゆり子）、金ちゃん（生駒治美） | 「長生きするってステキです」                                                          | テレビアニメ『おじゃる丸』関連曲                                               |
| 1月24日  | おじゃる丸 ミュージカルでおじゃる CD                        | おじゃる丸（西村ちなみ）、カズマ（渕崎ゆり子）、電ボ（岩坪理江）、金ちゃん（生駒治美）、オカメ姫（三石琴乃）、パパ（一条和矢）、ママ（こおろぎさとみ） | 「プリンでおじゃる」                                                                  | テレビアニメ『おじゃる丸』関連曲                                               |
| 5月30日  | サクラ大戦3 巴里歌謡全集                                    | 桐島カンナ（田中真弓）、マリア・タチバナ（高乃麗）、李紅蘭（渕崎ゆり子） | 「センチメンタルな…」                                                                 | ゲーム『サクラ大戦3 〜巴里は燃えているか〜』関連曲                             |
| 5月30日  | サクラ大戦3 巴里歌謡全集                                    | 帝国歌劇団 | 「檄!帝国華撃団III」                                                                  | ゲーム『サクラ大戦3 〜巴里は燃えているか〜3』オープニングテーマ                |
| 7月25日  | サクラ大戦 新・歌謡全集 III                                 | 帝国歌劇団 | 「花組レビュウ」                                                                      | ゲーム『サクラ大戦』関連曲                                                     |
| 7月25日  | サクラ大戦 新・歌謡全集 III                                 | 桐島カンナ（田中真弓）、李紅蘭（渕崎ゆり子）、アイリス（西原久美子） | 「考える足」                                                                          | ゲーム『サクラ大戦』関連曲                                                     |
| 7月25日  | サクラ大戦 新・歌謡全集 III                                 | 李紅蘭（渕崎ゆり子） | 「この書物は」                                                                        | ゲーム『サクラ大戦』関連曲                                                     |
| 2002年   |                                                             | |                                                                                       |                                                                                |
| 4月10日  | サクラ大戦4 全曲集 檄!帝〜最終章〜                          | 大神一郎（陶山章央） & 帝国華撃団・巴里華撃団 | 「檄!帝 〜最終章〜」                                                                  | ゲーム『サクラ大戦4 〜恋せよ乙女〜』オープニングテーマ                         |
| 4月10日  | サクラ大戦4 全曲集 檄!帝〜最終章〜                          | 大神一郎（陶山章央） & 大神華撃団 | 「君よ花よ」                                                                          | ゲーム『サクラ大戦4 〜恋せよ乙女〜』エンディングテーマ                         |
| 7月17日  | サクラ大戦 スーパー歌謡全集 新編八犬伝                      | 帝国歌劇団 | 「花のように夢のように」 「未来の兄弟たちへ」                                         | ゲーム『サクラ大戦』関連曲                                                     |
| 7月17日  | サクラ大戦 スーパー歌謡全集 新編八犬伝                      | 李紅蘭（渕崎ゆり子） | 「光武」                                                                              | ゲーム『サクラ大戦』関連曲                                                     |
| 7月20日  | サクラ4 レコード〜恋せよ乙女〜                              | 大神一郎（陶山章央） & 帝国華撃団・巴里華撃団 | 「檄!帝 〜最終章〜」                                                                  | ゲーム『サクラ大戦4 〜恋せよ乙女〜』オープニングテーマ                         |
| 7月20日  | サクラ4 レコード〜恋せよ乙女〜                              | 大神一郎（陶山章央） & 大神華撃団 | 「君よ花よ」                                                                          | ゲーム『サクラ大戦4 〜恋せよ乙女〜』エンディングテーマ                         |
| 12月11日 | サクラ大戦 COMPLETE SONG BOX                                | 帝国歌劇団 | 「これがレビュウ！ 完全版」                                                           | ゲーム『サクラ大戦』関連曲                                                     |
| 2003年   |                                                             | |                                                                                       |                                                                                |
| 2月26日  | サクラ大戦〜熱き血潮に〜 帝撃音楽全集                       | 真宮寺さくら（横山智佐） & 帝国歌劇団 | 「檄! 帝国華撃団」                                                                    | ゲーム『サクラ大戦 〜熱き血潮に〜』関連曲                                      |
| 2月26日  | サクラ大戦〜熱き血潮に〜 帝撃音楽全集                       | 李紅蘭（渕崎ゆり子） | 「東京的休日」                                                                        | ゲーム『サクラ大戦 〜熱き血潮に〜』関連曲                                      |
| 2月26日  | サクラ大戦〜熱き血潮に〜 帝撃音楽全集                       | 帝国歌劇団 | 「花咲く乙女」                                                                        | ゲーム『サクラ大戦 〜熱き血潮に〜』関連曲                                      |
| 7月30日  | サクラ大戦 スーパー歌謡全集 II 新宝島                       | 帝国歌劇団 | 「七色の虹」                                                                          | ゲーム『サクラ大戦』関連曲                                                     |
| 7月30日  | サクラ大戦 スーパー歌謡全集 II 新宝島                       | 李紅蘭（渕崎ゆり子）、マリア・タチバナ（高乃麗） | 「宝島〜勇気の旗を〜」                                                                | ゲーム『サクラ大戦』関連曲                                                     |
| 11月21日 | 魔探偵ロキ RAGNAROK キャラクターCD Vol.1 ロキ&闇野竜介      | ロキ（渕崎ゆり子） | 「NEO GENESIS 〜いま、光の方へ〜」                                                    | テレビアニメ『魔探偵ロキ RAGNAROK』関連曲                                      |
| 2004年   |                                                             | |                                                                                       |                                                                                |
| 7月28日  | サクラ大戦 スーパー歌謡全集 III 新西遊記                    | 帝国歌劇団 | 「ユンホォア 〜レビュウ桜花乱舞〜」 「銀座行進曲」                                    | ゲーム『サクラ大戦』関連曲                                                     |
| 7月28日  | サクラ大戦 スーパー歌謡全集 III 新西遊記                    | 李紅蘭（渕崎ゆり子）、レニ・ミルヒシュトラーセ（伊倉一恵） | 「亡者の歌」                                                                          | ゲーム『サクラ大戦』関連曲                                                     |
| 11月25日 | 爆走兄弟レッツ＆ゴー!! テーマソング・コレクションPLUS!!     | |                                                                                       |                                                                                |
| 2005年   |                                                             | |                                                                                       |                                                                                |
| 4月27日  | レジェンズ スピリチャルベストソングス                       | 金髪ガールズ | 「アメリカ娘もまんざらじゃないわよ」                                                  | テレビアニメ『レジェンズ 甦る竜王伝説』関連曲                                  |
| 7月22日  | ああっ女神さまっ Variety Album 2                            | スクルド（久川綾）、森里恵（渕崎ゆり子） | 「背伸びしてMY LOVE」                                                                 | ドラマCD『ああっ女神さまっ』関連曲                                             |
| 7月27日  | サクラ大戦 スーパー歌謡全集IV 新・青い鳥                    | 大神一郎（陶山章央） & 帝国歌劇団 | 「見よ暁に！」                                                                        | ゲーム『サクラ大戦』関連曲                                                     |
| 7月27日  | サクラ大戦 スーパー歌謡全集IV 新・青い鳥                    | レニ・ミルヒシュトラーセ（伊倉一恵） & 帝国歌劇団 | 「夢のなかに」                                                                        | ゲーム『サクラ大戦』関連曲                                                     |
| 2006年   |                                                             | |                                                                                       |                                                                                |
| 4月5日   | おじゃる丸 電ボのブンブン節                                 | 田村カズマ（渕崎ゆり子） | 「ツッキーのうた」                                                                    | テレビアニメ『おじゃる丸』挿入歌                                               |
| 7月19日  | 檄!帝国華撃団全集                                           | 真宮寺さくら（横山智佐） & 帝国歌劇団 | 「檄!帝国華撃団」                                                                     | ゲーム『サクラ大戦』主題歌                                                     |
| 7月19日  | 檄!帝国華撃団全集                                           | 李紅蘭（渕崎ゆり子）、アイリス（西原久美子）、桐島カンナ（田中真弓） | 「檄!帝国華撃団（改II）」                                                             | OVA『サクラ大戦 轟華絢爛』主題歌                                               |
| 7月19日  | 檄!帝国華撃団全集                                           | 真宮寺さくら（横山智佐）、神崎すみれ（富沢美智恵）、マリア・タチバナ（高乃麗）、アイリス（西原久美子）、李紅蘭（渕崎ゆり子）、桐島カンナ（田中真弓）、ソレッタ・織姫（岡本麻弥）、レニ・ミルヒシュトラーセ（伊倉一恵）                                                                               | 「檄!帝国華撃団III」                                                                  | ゲーム『サクラ大戦3 〜巴里は燃えているか〜』主題歌                             |
| 7月19日  | 檄!帝国華撃団全集                                           | 真宮寺さくら（横山智佐） & 帝国歌劇団 | 「ゲキテイ!」                                                                         | テレビアニメ『サクラ大戦TV』主題歌                                             |
| 7月19日  | 檄!帝国華撃団全集                                           | 大神一郎（陶山章央） & 帝国華撃団・巴里華撃団 | 「檄!帝〜最終章〜」                                                                   | ゲーム『サクラ大戦4 〜恋せよ乙女〜』主題歌                                     |
| 7月19日  | 檄!帝国華撃団全集                                           | 真宮寺さくら（横山智佐）、神崎すみれ（富沢美智恵）、マリア・タチバナ（高乃麗）、アイリス（西原久美子）、李紅蘭（渕崎ゆり子）、桐島カンナ（田中真弓）、ソレッタ・織姫（岡本麻弥）、レニ・ミルヒシュトラーセ（伊倉一恵）、藤枝かえで（折笠愛）、大神一郎（陶山章央） 他                                | 「檄!帝国華撃団（改）〜歌謡ショウ「紅蜥蜴」より〜」                                   | ゲーム『サクラ大戦』関連曲                                                     |
| 7月19日  | 檄!帝国華撃団全集                                           | 李紅蘭（渕崎ゆり子） | 「檄!帝国華撃団〜紅蘭・中国語〜」                                                     | ゲーム『サクラ大戦』関連曲                                                     |
| 8月2日   | サクラ大戦歌謡ショウ メモリアルソングス                     | アイリス（西原久美子）、李紅蘭（渕崎ゆり子） | 「つばさ」                                                                            | ゲーム『サクラ大戦』関連曲                                                     |
| 8月2日   | サクラ大戦歌謡ショウ メモリアルソングス                     | 真宮寺さくら（横山智佐）、神崎すみれ（富沢美智恵）、マリア・タチバナ（高乃麗）、アイリス（西原久美子）、李紅蘭（渕崎ゆり子）、桐島カンナ（田中真弓）、ソレッタ・織姫（岡本麻弥）、レニ・ミルヒシュトラーセ（伊倉一恵）、藤枝かえで（折笠愛）、大神一郎（陶山章央）                                   | 「新しい未来へ」                                                                      | ゲーム『サクラ大戦』関連曲                                                     |
| 8月2日   | サクラ大戦歌謡ショウ メモリアルソングス                     | 真宮寺さくら（横山智佐）、マリア・タチバナ（高乃麗）、アイリス（西原久美子）、李紅蘭（渕崎ゆり子）、桐島カンナ（田中真弓）、ソレッタ・織姫（岡本麻弥）、レニ・ミルヒシュトラーセ（伊倉一恵） | 「未来の兄弟たちへ」                                                                  | ゲーム『サクラ大戦』関連曲                                                     |
| 8月2日   | サクラ大戦歌謡ショウ メモリアルソングス                     | マリア・タチバナ（高乃麗）、李紅蘭（渕崎ゆり子） | 「宝島 〜勇気の旗を〜」                                                               | ゲーム『サクラ大戦』関連曲                                                     |
| 10月4日  | おじゃる丸・サウンドトラック大全集                          | おじゃる丸（小西寛子）、カズマ（渕崎ゆり子）、電ボ（岩坪理江） | 「プリンでおじゃる」                                                                  | テレビアニメ『おじゃる丸』エンディングテーマ                                   |
| 10月4日  | おじゃる丸・サウンドトラック大全集                          | おじゃる丸（西村ちなみ）、カズマ（渕崎ゆり子）、電ボ（岩坪理江）、子鬼トリオ、小町ちゃん（三石琴乃）、金ちゃん（生駒治美）、オカメ姫（三石琴乃） | 「あっちむいて ホイでおじゃる」                                                       | テレビアニメ『おじゃる丸』エンディングテーマ                                   |
| 10月4日  | おじゃる丸・サウンドトラック大全集                          | 電ボ（佐藤なる美）、おじゃる丸（西村ちなみ）、カズマ（渕崎ゆり子） | 「電ボのブンブン節」                                                                  | テレビアニメ『おじゃる丸』エンディングテーマ                                   |
| 10月4日  | おじゃる丸・サウンドトラック大全集                          | 田村カズマ（渕崎ゆり子） | 「ツッキーのうた」                                                                    | テレビアニメ『おじゃる丸』挿入歌                                               |
| 10月4日  | おじゃる丸・サウンドトラック大全集                          | 小町ちゃん（西村ちなみ）、オカメ姫（三石琴乃）、カズマ（渕崎ゆり子）、石清水くん（岡村明美）、アオベエ（一条和矢） | 「少女組vs少年組」                                                                    | テレビアニメ『おじゃる丸』関連曲                                               |
| 10月4日  | おじゃる丸・サウンドトラック大全集                          | おじゃる丸（西村ちなみ）、カズマ（渕崎ゆり子）、キスケ（上田祐司） | 「おじゃんけんでおじゃる」                                                            | テレビアニメ『おじゃる丸』関連曲                                               |
| 10月4日  | おじゃる丸・サウンドトラック大全集                          | ウシ（一条和矢）、おじゃる丸（西村ちなみ）、カズマ（渕崎ゆり子）、電ボ（佐藤なる美）、パパ（一条和矢）、ママ（こおろぎさとみ）、子鬼トリオ | 「おじゃダンス」                                                                      | テレビアニメ『おじゃる丸』関連曲                                               |
| 12月13日 | サクラ大戦全曲集 2002〜2006 COMPLETE SONG BOX               | 帝国歌劇団 | 「花のように夢のように」 「未来の兄弟たちへ」 「どきどきオーディション」 「七色の虹」 | ゲーム『サクラ大戦』関連曲                                                     |
| 12月13日 | サクラ大戦全曲集 2002〜2006 COMPLETE SONG BOX               | 李紅蘭（渕崎ゆり子） | 「光武」 「我が名はジャベール」 「ラッキーなロンドン」 「亡者の歌」                   | ゲーム『サクラ大戦』関連曲                                                     |
| 2008年   |                                                             | |                                                                                       |                                                                                |
| 3月26日  | 笑って、笑って                                              | 帝都花組、巴里花組、紐育星組 | 「笑って、笑って」                                                                    | ゲーム『ドラマチックダンジョン サクラ大戦 〜君あるがため〜』エンディングテーマ |
| 2013年   |                                                             | |                                                                                       |                                                                                |
| 3月27日  | ぷよぷよ ヴォーカルトラックス                               | シグ（渕崎ゆり子） | 「のんびりすすめ、ずんずん」                                                          | ゲーム『ぷよぷよ!! Puyopuyo 20th anniversary』関連曲                           |

### その他参加作品
| 発売日  | 商品名                                | 歌         | 楽曲                       | 備考                               |
| 1989年  | 1989年                                | 1989年     | 1989年                     | 1989年                             |
| ------- | ------------------------------------- | ---------- | -------------------------- | ---------------------------------- |
| 4月21日 | ドリームハンター麗夢 南麻布魔法倶楽部 | 渕崎ゆり子 | 「冬色のソルフェージュ」   | OVA『ドリームハンター麗夢』関連曲  |
| 1993年  |                                       |            |                            |                                    |
| 2月19日 | ひらけ！ポンキッキ 最新ベスト大全集   | 渕崎ゆり子 | 「タツジンになるんだもん」 | テレビアニメ『えくぼおうじ』関連曲 |